# Rolf Nolting

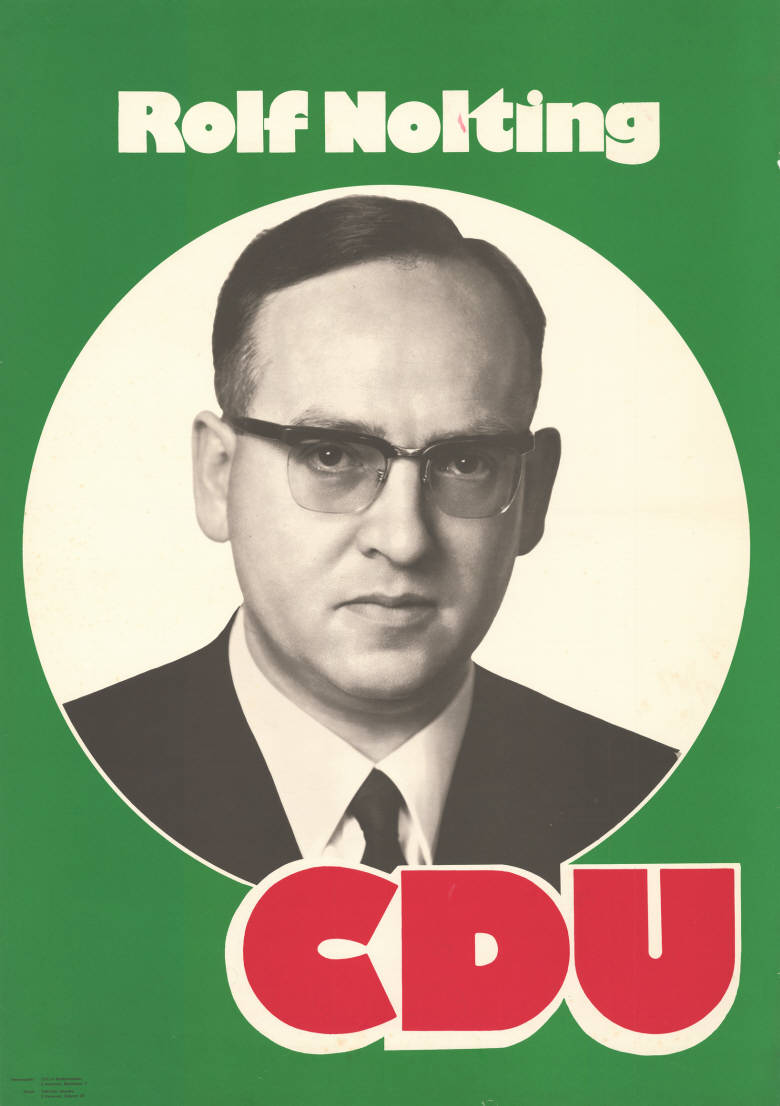
Kandidatenplakat zur Landtagswahl in Niedersachsen 1970

Rolf Nolting (* 10. Dezember 1926 in Bochum; † 5. Oktober 1995) war ein deutscher Architekt und Politiker (CDU).

## Leben und Beruf
Nolting wurde als Sohn eines Wiegemeisters in Bochum geboren. Nach dem Besuch der Mittelschule Vorsfelde leistete er zunächst Reichsarbeitsdienst, wurde Anfang 1944 zum Kriegsdienst eingezogen und nahm als Soldat in der Normandie und in den Niederlanden am Zweiten Weltkrieg teil. Im September 1944 erlitt er im Raum Arnheim im Rahmen der Operation Market Garden eine schwere Verwundung, woraufhin sein rechter Oberschenkel amputiert werden musste.
Nach der Entlassung aus britischer Kriegsgefangenschaft 1946 absolvierte Nolting eine Lehre als Bauzeichner bei zwei Architekten in Braunschweig und besuchte seit 1948 die Staatsbauschule Holzminden, die er 1950 mit der Prüfung zum Ingenieur für Hochbau abschloss. Im Oktober 1950 gründete er das Architekturbüro Rolf Nolting und arbeitete seitdem als freier Architekt in Wolfsburg.

## Politik

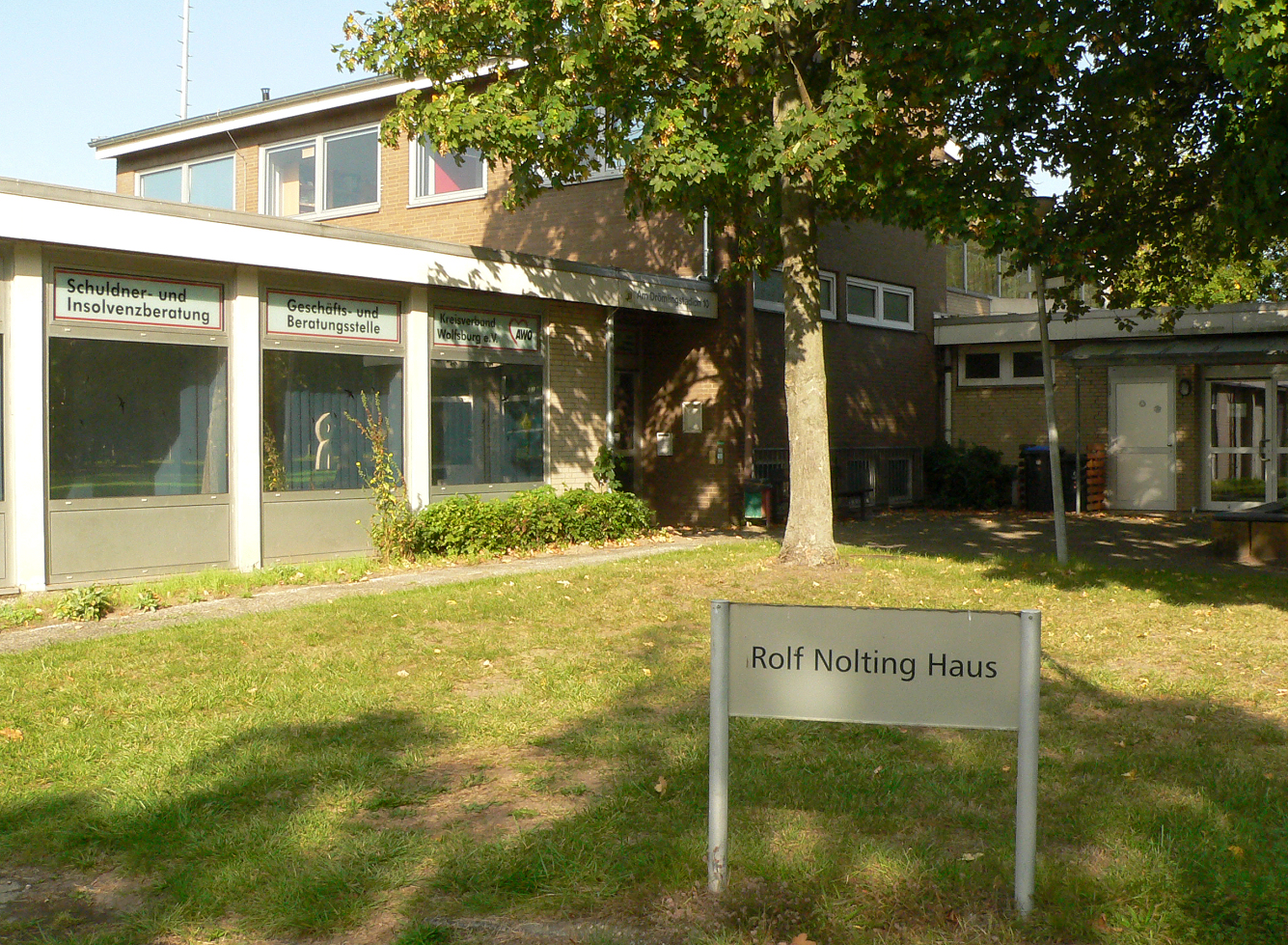
Rolf-Nolting-Haus in Vorsfelde

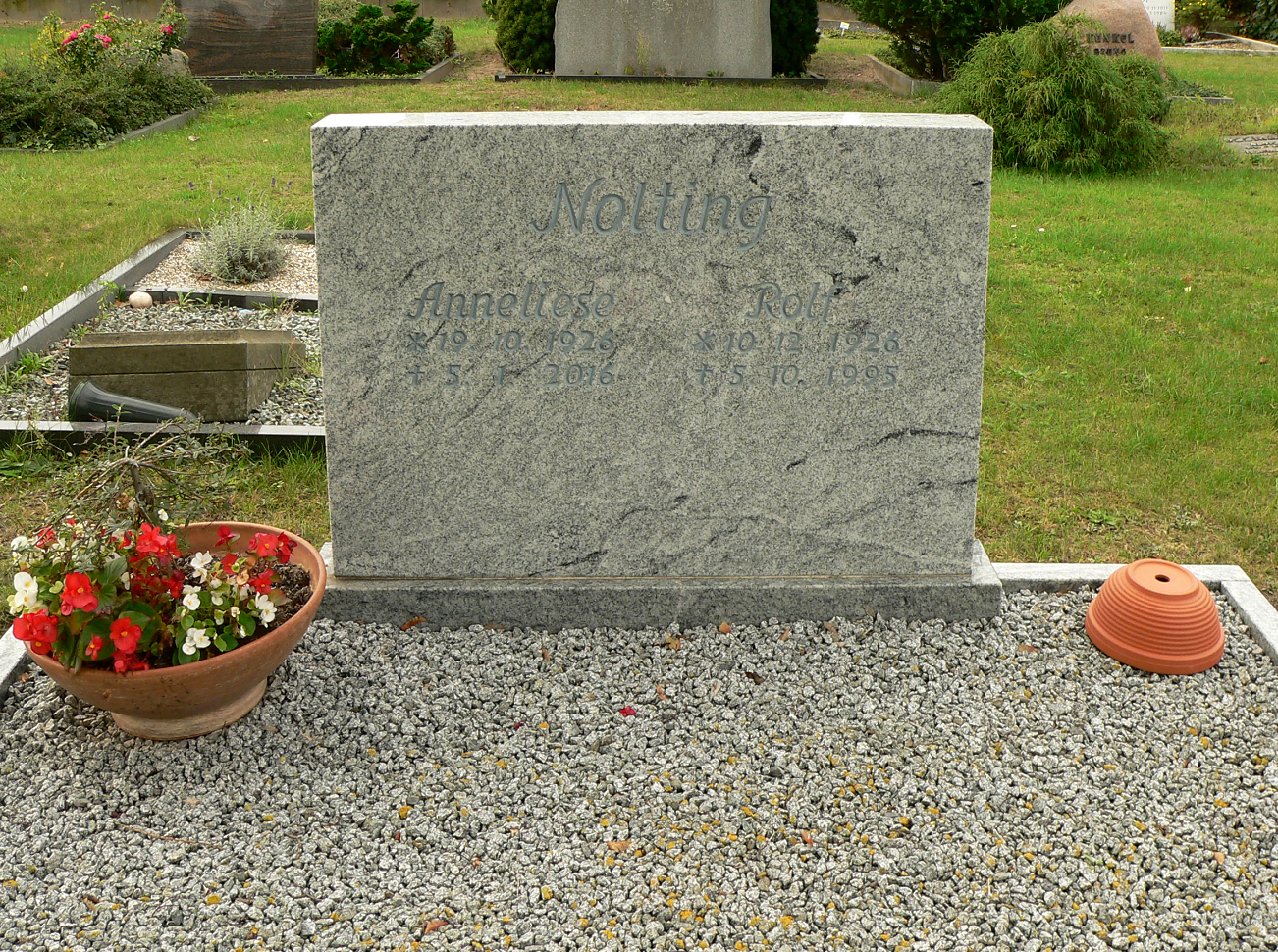
Grabstelle in Vorsfelde

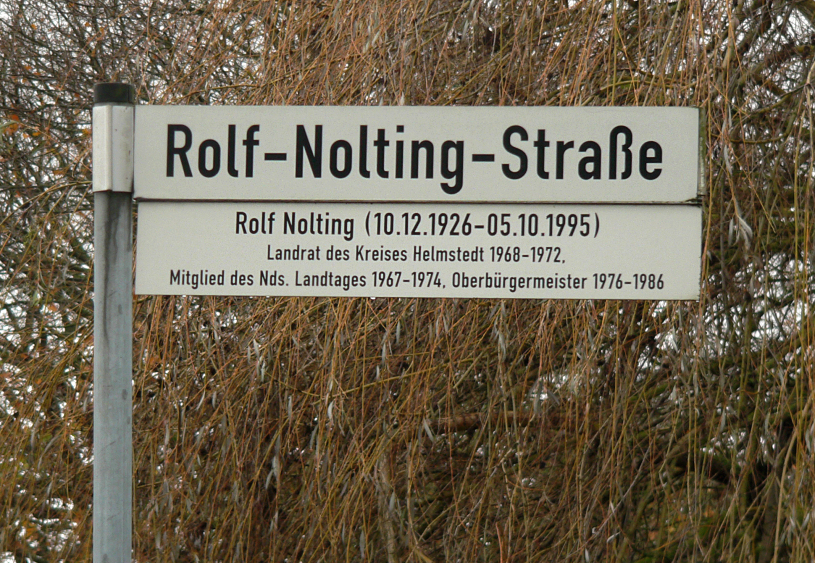
Nach Nolting benannte Straße in Vorsfelde

Nolting war seit 1960 Mitglied der CDU. Von 1960 bis 1972 war er Ratsmitglied der damaligen Stadt Vorsfelde und wurde nach der Gebietsreform Ratsmitglied der Stadt Wolfsburg. Nolting war seit 1964 Kreistagsmitglied des Landkreises Helmstedt und gehörte von 1967 bis 1974 per Direktmandat für die CDU dem Niedersächsischen Landtag in der sechsten bis siebten Wahlperiode an.

## Öffentliche Ämter
Nolting war von 1968 bis 1972 Landrat des Landkreises Helmstedt. Vom 3. November 1976 bis zum 12. November 1986 amtierte er als Oberbürgermeister der Stadt Wolfsburg. Außerdem war er Vorsitzender des niedersächsischen Städteverbandes als dem Vorläufer des Niedersächsischen Städtetages. Nolting gehörte dem Präsidium des Deutschen Städtetages an und war dort Vorsitzender des Bauausschusses.

## Ehrungen
- Rolf-Nolting-Straße in Wolfsburg-Vorsfelde
- Rolf-Nolting-Haus in Wolfsburg-Vorsfelde
- 1982: Komtur des Verdienstordens der Italienischen Republik
- 1984: Großes Verdienstkreuz des Niedersächsischen Verdienstordens
- 1986: Ehrenkreuz der Bundeswehr in Gold
- Ehrenbürger von Marignane, Partnerstadt von Wolfsburg